# Buchet-Chastel
Pour les articles homonymes, voir Buchet et Chastel.
Buchet-Chastel est une maison d'édition généraliste qui publie de la littérature française et de la littérature étrangère, des essais, des documents, des biographies, des livres sur la musique et sur l'écologie.
C'est un département de la société Libella. 

## Historique
À son origine se trouve la maison d'édition fondée en 1929 par Roberto Alvim Corrêa qui publie notamment François Mauriac, Jacques Maritain et Benjamin Crémieux. Les éditions Corrêa sont reprises en 1936 par Edmond Buchet et Jean Chastel, qui en font par la suite les éditions Buchet-Chastel. Le nom de « Corrêa » reste utilisé bien après 1936.
La maison connaît son apogée de 1936 à 1968. Elle publie Blaise Cendrars, Roger Vailland, Colette, Maurice de Vlaminck, Maria Le Hardouin, Pierre Molaine et Maurice Sachs. Elle obtient en 1937 le prix Goncourt avec le roman Faux Passeports de Charles Plisnier. Elle accueille dans ses « Pages immortelles » Romain Rolland, André Maurois, Thomas Mann, Heinrich Mann, Stefan Zweig, André Gide, François Mauriac, Paul Valéry, Jean Giono, Jacques Maritain, Ananda Coomaraswamy, Édouard Herriot.
La collection « Le chemin de la vie », créée avec Maurice Nadeau, fait découvrir les œuvres, entre autres, d'Henry Miller, Lawrence Durrell (Le Quatuor d'Alexandrie), Erskine Caldwell, Malcolm Lowry (Au-dessous du volcan, réédité en 2015), Carl Gustav Jung, lance avec succès Jean Bernard, Guy Debord (La Société du spectacle), Roland Topor (Le Locataire chimérique). Son domaine « Musique » fait aujourd'hui autorité.
En 1969, Guy Buchet, le fils du fondateur, prend la direction qu'il conserve jusqu'en 1995, en en conservant l'esprit d'exigence. Sa collection « Spiritualité » rassemble des œuvres de référence sur le yoga et la pensée bouddhiste, régulièrement rééditées.
En 1995, la maison est rachetée par Pierre Zech, puis, en avril 2001, par Vera et Jan Michalski, propriétaires de Noir sur Blanc, qui créent le groupe Libella. La directrice littéraire Pascale Gautier, elle-même romancière, reprend le département de littérature française. La « belle endormie » voit sa renaissance avec les succès de librairie de Marie-Hélène Lafon (prix Goncourt de la nouvelle 2016 pour son recueil Histoires), Jean-Philippe Blondel, J.M. Erre et Joël Egloff (prix du Livre Inter 2005 pour L'Étourdissement).
Le catalogue s'étend au voyage avec la revue Le Journal des lointains, à la poésie étrangère et, depuis 2005, au roman noir. Le domaine étranger que dirige Maylis de Lajugie reste fidèle à l'audace des textes fondateurs du catalogue, avec la Néo-Zélandaise Eleanor Catton (Booker Prize, 2013), l’Indien Aravind Adiga, l'Irlandaise Eimear McBride, l'italien Matteo Porru ou la Mexicaine Guadalupe Nettel.

## Quelques prix littéraires
- 2001 : Prix Renaudot des lycéens à Marie-Hélène Lafon pour Le Soir du chien.
- 2002 : 
  - Prix Renaudot des lycéens à Philippe Ségur pour Métaphysique du chien
  - Prix Renaissance de la Nouvelle à Marie-Hélène Lafon pour Liturgie
- 2005 : prix du Livre Inter à Joël Egloff pour L'Étourdissement.
- 2008 :
  - Man Booker Prize (Prix Booker) à Aravind Adiga pour Le Tigre blanc
  - Costa Book Awards 2008 (Prix Costa) à Sadie Jones (en) pour Le Proscrit (catégorie premier roman)
  - Grand Dictionnaire de cuisine d'Alexandre Dumas est le Coup de cœur Gastronomie du Point, remis à Toulon le 21 novembre dans le cadre de la Fête du livre du Var
  - Prix des Explorateurs Thomas-Allix (Société de géographie) à Caroline Riegel pour son récit de voyage Soifs d'Orient et Méandres d'Asie
- 2009 : 
  - prix Paroles de patients à Claude Pinault pour Le Syndrome du bocal
  - Prix Marguerite Audoux, prix Page des libraires[5] et prix Parole d'encre[6] à Marie-Hélène Lafon pour L'Annonce
- 2012 : Prix du Style à Marie-Hélène Lafon pour Les Pays[7]
- 2013 :
  - Globe de cristal et prix Arverne[8] à Marie-Hélène Lafon pour Les Pays
  - Man Booker Prize (prix Booker) à Eleanor Catton pour son roman Les Luminaires
- 2014 : Prix Emmanuel-Roblès à Nicolas Clément pour Sauf les fleurs
- 2015 : Prix Simenon à Thierry Illouz pour La nuit commencera
- 2016 :
  - Prix Goncourt de la nouvelle à Marie-Hélène Lafon pour Histoires
  - Prix Fénéon à Colombe Boncenne pour Comme neige
- 2020 : Prix Renaudot à Marie-Hélène Lafon pour Histoire du fils

## Collaboration avec le prix du jeune écrivain de langue française
Chaque année, les éditions Buchet-Chastel publient les textes primés par le prix du jeune écrivain de langue française qui a contribué à révéler, notamment, Florence Seyvos, Miguel Bonnefoy, David Foenkinos, Dominique Mainard, Arthur Dreyfus, Hugo Boris, Yasmina Traboulsi et Philippe Vasset. Ainsi, la maison a publié les premières, ou presque, lignes de Caroline Terrée (Prix du jeune écrivain de langue française 1986), Marie Darrieussecq (1988), Jean-Baptiste Del Amo (2006), Floriane Olivier (2006 et 2008) et Arthur Dreyfus (2009).

## Auteurs majeurs

### Littérature étrangère
- Lawrence Durrell (Le Quatuor d'Alexandrie)
- Henry Miller (Le Sourire au pied de l'échelle)
- Malcolm Lowry
- Pier Paolo Pasolini (Les Ragazzi)
- Tarun Tejpal (Loin de Chandigarh)
- Suketu Mehta (Bombay Maximun City)
- Ron Hansen (L'Assassinat de Jesse James par le lâche Robert Ford)
- Aravind Adiga (Le Tigre blanc, 2008)
- Ilija Trojanow
- Kamila Shamsie (Quand blanchit le monde, 2010)

### Domaine français
- Guy Debord (La Société du spectacle, 1967)
- Michel Ciry (La vie est une ombre, 1992 ; Pour l'amour de vous, 1992 ; Les Réalités impalpables, 1993 ; Brisons nos fers, 1992)
- Joël Egloff (L'Étourdissement, 2005, prix du Livre Inter ; Libellules, 2012 ; J'enquête, 2016)
- Jean-Philippe Blondel (06h 41, 2013 ; Un hiver à Paris, 2015 ; Mariages de saison, 2016)
- Olivier Bellamy (Dans la gueule du loup, 2013 ; Un hiver avec Schubert, 2015)
- Philippe Ségur (Vacance au pays perdu, 2008 ; Extermination des cloportes, 2016)
- Mercedes Deambrosis (La Plieuse de parachutes, 2006)
- Marie-Hélène Lafon (Liturgie, 2002 ; Sur la photo, 2003 ; Les Derniers Indiens, 2008 ; L'Annonce, 2009 ; Album et Les Pays, 2012 ; Joseph, 2014 ; Histoires, 2015 ; Histoire du fils, 2020)
- J.M. Erre (Prenez soin du chien, 2006 ; La fin du monde a du retard, 2014 ; Le Grand N'importe quoi, 2015)
- Caroline Sers (Les Petits Sacrifices, 2008)
- Violaine Bérot (Des mots jamais dits, 2015 ; Nue sous la lune, 2016)
- Nan Aurousseau (Des coccinelles dans des noyaux de cerise, 2016)

### Note
1. ↑  Par exemple, pour le livre de Franz Liszt sur Chopin, publié par Corrêa en 1941, par Corrêa-Buchet-Chastel en 1957. Et Les Noirs dans la civilisation américaine de Margaret Just Butcher (Paris : Buchet-Chastel-Corrêa, 1963).